# L'Amour en héritage (série)
Pour les articles homonymes, voir L'Amour en héritage.
L'Amour en héritage (en anglais : Mistral's Daughter) est une mini-série américaine en 8 épisodes de 52 minutes réalisée par Kevin Connor et Douglas Hickox d'après le roman Mistral's daughter, de Judith Krantz, diffusée à partir du 24 septembre 1984 sur le réseau CBS.
En France, elle a été diffusée sur Antenne 2 puis M6 en 1995,1996,1997 2000 et  6ter en 2020 et 2021. La série a aussi été diffusée sur Téva en 4 épisodes de 1h30 environ.

## Synopsis
En 1925, Magali Lunel (Stefanie Powers), dite « Maggy », jeune provinciale juive de 18 ans, débarque à Paris pour devenir modèle. Sa chevelure rousse et les conseils de son amie Paula Deslandes (Stéphane Audran) font rapidement d'elle la coqueluche des peintres. Maggy s'éprend de l'un d'eux, Julien Mercuès (Stacy Keach), au talent très prometteur. L'histoire de « La Rouquine » (ou le portrait de Maggy sur des coussins verts) commence. Kate Browning (Lee Remick), une riche Américaine amatrice de peinture, devine le potentiel de Julien et le lance.
Lors du vernissage de sa première exposition, Julien repousse Maggy à propos d'une toile qu'il lui avait promise mais que Kate lui a achetée avec le reste de la série « La Rouquine ». Le même soir, Perry Kilkullen (Timothy Dalton), un riche banquier new-yorkais, a le coup de foudre pour Maggy. Ils sont amoureux, vivent ensemble et ont une petite fille, Theodora surnommée Teddy. La seule ombre au tableau est que Perry est marié avec une femme qui lui refuse le divorce.
Après le départ de Maggy, Julien Mercuès se retrouve en panne d'inspiration. Lors d'un voyage en Provence avec Kate, il retrouve sa créativité. Kate le demande en mariage, lui offrant le mas appelé « La Tourrello » en guise de dot, ils se marient en 1929. À la suite du krach boursier, Perry rentre aux États-Unis. Maggy décide d'aller l'y rejoindre avec leur fille, mais à leur arrivée Perry est décédé accidentellement. Démunie, Maggy se fait embaucher comme mannequin, perd son emploi, rencontre Jason Darcy, magnat de la presse, et ouvre sa propre agence de mannequins. Elle fait fortune.
En France, la guerre arrive. Julien est désormais célèbre et riche mais il est las de sa femme qui cherche à tirer parti de la Tourrello et de sa production picturale. Après l'invasion allemande, Julien est très vite à court de fournitures. Un officier nazi, admirateur de son œuvre, lui fournit ce dont il a besoin en échange de quelques toiles et de la promesse de ne pas venir en aide aux Juifs. Ainsi Julien refuse l'hospitalité à Adrien Avidgor, son marchand attitré. La « collaboration » de Julien provoquera même la mort de résistants.
Après la guerre, Teddy, la fille de Maggy, devenue mannequin dans l'agence de sa mère, part en France pour un reportage de photos de mode. Elle sait que Julien Mercuès a été l'amant de sa mère mais, lorsqu'ils se rencontrent, ils vivent un amour fou dont naîtra une petite fille prénommée Fauve. Hélas, leur bonheur est de courte durée : Teddy meurt accidentellement au large de Saint-Tropez. Maggy vient chercher sa petite-fille et dit à Mercuès qu'il ne reverra plus jamais Fauve. Plusieurs années plus tard, Fauve retrouve la Provence, son père qui lui voue une affection sans bornes, sa belle-mère Kate, et Nadine, la fille capricieuse et légitime de Mercuès. Toutes deux détestent Fauve. Gravement malade et soucieuse d'éloigner cette adolescente rivale de sa fille, Kate révèle à Fauve les agissements de son père pendant la guerre. Fauve, qui s'est prise de passion pour ses origines juives et l'histoire des Juifs de Provence, quitte son père pour ne plus le revoir. Elle retourne à New York et entre à l'agence Lunel comme adjointe de Maggy.
Kate meurt et Julien comprend qu'il a été dur avec elle. Fauve, à l'adolescence, s'était éprise d'Éric Avigdor, le fils de Beth et d'Adrien Avidgor. Elle le rencontre par hasard en France, peu avant la mort de Mercuès. À la mort de son père, Nadine apprend l'existence d'un testament en faveur de Fauve et elle l'attaque en mettant en doute la paternité de Mercuès arguant « l'inconduite notoire de la mère ». Fauve retourne en Provence pour défendre la mémoire de sa mère et les Avigdor lui viennent en aide. Le testament est reconnu.
À la Tourrello, que son père lui a léguée, Fauve découvre la dernière série de tableaux de Mercuès. La série « Cavaillon », qu'il a peinte pour sa fille, les grands symboles et les fêtes principales du judaïsme, Pessa'h, Souccot, Shavouot, peints pour demander pardon de ses erreurs passées. Fauve décide de devenir peintre à son tour.

## Distribution
- Stefanie Powers (V. F. : Évelyne Dandry) : Magali « Maggy » Lunel
- Lee Remick (V. F. : Danièle Lebrun) : Kate Browning
- Stacy Keach (V. F. : Claude Giraud) : Julien Mercuès (Julien Mistral dans la version originale)
- Robert Urich : Jason Darcy
- Joanna Lumley (V. F. : Claude Gensac) : Lally Longbridge
- Philippine Leroy-Beaulieu : Fauve
- Timothy Dalton : Perry Kilkullen
- Stephanie Dunnam (V. F. : Anne Rondeleux) : Theodora « Teddy » Lunel
- Caroline Langrishe (Nadine)
- Ian Richardson : Adrien Avigdor
- Pierre Malet : Éric Avigdor
- Wolf Kahler : major Schmidt
- Stéphane Audran : Paula Deslandes
- Pierre Vernier
- Jean-Claude Dauphin
- Françoise Brion : Patricia Falkland
- Jonathan Hyde
- Kristin Scott Thomas : Nancy
- Jacques Balutin : Legrand

## Musique originale de la série télévisée dans sa version française
L'Amour en héritage, chanson interprétée par Nana Mouskouri (bande originale de la minisérie)
- Durée : 4 min 10 s
- Paroles : Pierre Delanoë
- Musique : Vladimir Cosma
- Disque sorti chez Carrère (ref 13.655) avec en face B la version instrumentale (4 min 10 s).
- Date de sortie : 1984
- Autres interprètes : Monique Saintonge, Sissel Kyrkjebø (Kjærlighet)

Au Royaume-Uni, la version en anglais de cette chanson (Only love), chantée par Nana Mouskouri, est le seul succès notable de cette artiste dans ce pays (no 2, 4 semaines de présence dans le top 10 début 1986).